# Elena Doboș
Elena Doboș (n. 12 septembrie 1978) este un politician român, ales în 2024 din partea partidului Alianța pentru Unirea Românilor (AUR). 

## Carieră politică (2024–prezent)
În urma alegerilor parlamentare din 2024, Doboș a fost aleasă membru al Camerei Deputaților, în circumscripția nr. 38 Tulcea din 1 decembrie, preluând mandatul pe 21 decembrie. Ca deputat este secretar atât al grupului parlamentar AUR, cât și al Comisiei pentru învățământ, precum și membru al Comisiei pentru politică externă. În plus, Doboș este din martie 2025 membru al Comisiei pentru afaceri europene. Ea face parte din grupurile parlamentare de prietenie pentru Macedonia de Nord, Australia și Japonia.